# Kenneth Emory
Kenneth Pike Emory, né en 1897 et mort en 1992, est un anthropologue américain qui a joué un rôle majeur dans le développement de l’anthropologie en Océanie. Dans la tradition de Alfred Louis Kroeber, et des anthropologues pionniers qui l’ont formé, le travail de Kenneth Emory couvre les quatre champs majeurs de l’anthropologie : l’archéologie, l’anthropologie physique, l’ethnographie et la linguistique.
Réalisant que l’évangélisation des Polynésiens au début du XIXe siècle avait quasiment fait disparaître toute la culture pré-européenne, avec l'abandon des anciens dieux et des traditions, Kenneth Emory a dédié sa vie à étudier et documenter la culture polynésienne. Il a passé la majeure partie de sa vie à parcourir le Pacifique, recherchant les colonies de peuplement polynésiennes, exécutant des fouilles et photographiant des pétroglyphes. Il est également allé à la rencontre de Polynésiens qui se souvenaient des chants et des rituels traditionnels pour les enregistrer. Dans les années cinquante, il était considéré comme le plus grand expert mondial de la culture polynésienne.

## Biographie
Kenneth Emory est né le 23 novembre 1897 à Fitchburg dans le Massachusetts. En 1900, sa famille s'installe à Hawaï, et Kenneth Emory est inscrit à la Punahou School. Alors qu'il étudie au lycée, des fouilles archéologiques dans la région d’Honolulu éveillent son intérêt pour la culture et les artefacts polynésiens.
Lors de ses études au Dartmouth College, il rencontre le Dr Herbert Gregory, directeur du Bishop Museum à Honolulu, qui lui propose un poste d'assistant ethnologue au musée. Kenneth Emory commence sa carrière au musée en 1920.
En 1924, il se rend à Tahiti et découvre des trésors archéologiques dans un état d'abandon manifeste. Il s'attelle alors à répertorier les sites archéologiques, et notamment les marae de l'île de Tahiti et des autres îles de la Société. Ce travail sera publié dans le Bulletin du Bishop Museum, sous le titre Stone remains in the Society Islands.
En 1925, il épouse une franco-tahitienne, Marguerite Thuret.
En 1927, accompagné de F. Stimson et de H. Shapiro, il organise une expédition aux Tuamotu et étudie 27 atolls pour dresser un inventaire culturel détaillé. Emory répertorient ainsi 300 marae, et rassemble un nombre impressionnant de données culturelles : photographies, enregistrements de chants et de légendes, films de cérémonies, et artéfacts. Il établit également un dictionnaire des mots utilisés sur ces îles, ainsi qu'une liste des noms de lieux.

## Travaux
Kenneth Emory a établi que les Polynésiens descendaient des Maori de Nouvelle-Zélande, et que la culture polynésienne était née aux Tonga et aux Samoa, avant de migrer vers l’Est jusqu’à Tahiti, les Marquises et Hawaï. Emory pensait également, sans toutefois essayer de le prouver, que les Polynésiens étaient capables de naviguer sur de très longues distances. Selon lui, quand la population d’une île excédait sa capacité, un roi ou un noble partait sur un navire à la recherche d’autres îles habitables, et une fois celles-ci découverte, il en informait l’île d’origine. Pour Emory, les îles hawaïennes avaient été colonisées de cette manière par les Tahitiens habitant les îles de la Société. Avec Le Kon-Tiki, Thor Heyerdahl a prouvé que les anciens marins pouvaient avoir navigué vers l’Ouest sur le Pacifique. La réponse d’Emory fut que les Péruviens pouvaient avoir navigué à l’Ouest jusqu’à l’île de Pâques, mais que la culture de cette dernière était avant tout polynésienne. D’autres chercheurs ont noté que même si les Tahitiens avaient trouvé une nouvelle terre comme Hawaï, ils n’auraient pas pu revenir vers leur terre d’origine. Emory réfute cette affirmation, soulignant que les  goélettes contemporaines s’appuient sur la direction des vagues, les courants océaniques et les oiseaux pour les guider vers la terre, et que les légendes polynésiennes font de fréquentes références à l’usage des étoiles pour la navigation. Par ailleurs, « s’ils naviguaient vers le sud, ils étaient obligés d’arriver sur des îles dont les habitants connaissaient l’emplacement des îles de la Société ».

## Publications
- (en) Stone remains in the Society Islands., paru dans le Bishop Museum Bulletin 116, Honolulu, 1933
- (en) Archaeology of the Pacific Equatorial Islands, paru dans le Bishop Museum Bulletin 123, Honolulu, 1934
- (en) Polynesian stone remains, paru dans Studies in the Anthropology of Oceania and Asia, presented in memory of Roland Burrage Dixon, édité par James M. Andrews, Cambridge, Mass., The Museum, 1943
- (en) avec Yosihiko Sinoto, Oahu excavations, Bishop Museum Press, Honolulu, 1961
- (en) Kapingamarangi, social and religious life of a Polynesian atoll, Honolulu, The Museum, 1965
- (en) The island of Lanai: A survey of native culture, Honolulu: Bishop Museum Press réédition, 1969
- (en) Archaeology of Mangareva and neighbouring atolls, Kraus, 1972  (ISBN 0527022713)
- (en)avec Honor Maude String figures of the Tuamotus, Homa Press, Canberra, 1979  (ISBN 0959611118)
- (en) Archaeology of Nihoa and Necker Islands, Bishop Museum Press, Honolulu, 2002  (ISBN 1566475651)